# Gê'gyai (powiat)
Gê'gyai (tyb. དགེ་རྒྱས་རྫོང, Wylie: dge rgyas rdzong, ZWPY Gê'gyai Zong; chiń. upr. 革吉县; pinyin Géjí Xiàn) – powiat w zachodnich Chinach, w prefekturze Ngari, w Tybetańskim Regionie Autonomicznym. W 1999 roku powiat liczył 12 313 mieszkańców.